# Championnat de Suisse de football 1987-1988
Le championnat de Suisse de football de Ligue nationale A 1987-1988 a vu la consécration du Neuchâtel Xamax.

## Format
Le championnat se compose de deux tours. Le tour préliminaire se déroule en automne avec 12 équipes. Le tour final a lieu au printemps avec les huit meilleures équipes du tour préliminaire. Celles-ci conservent la moitié de leurs points acquis au tour préliminaire. Les quatre derniers du tour préliminaire sont répartis en deux groupes avec les six premiers de chaque groupe de Ligue nationale B et jouent un tour de promotion/relégation à l'issue duquel quatre équipes, soit les deux premiers de chaque groupe, sont promues en Ligue nationale A, les autres restant en Ligue nationale B.

## Classements

### Tour préliminaire
| Place | Club               | Pts | J  | V  | N  | D  | Buts + | Buts - | Diff. |
| 1er   | Neuchâtel Xamax    | 31  | 22 | 13 | 5  | 4  | 53     | 28     | +25   |
| 2e    | Grasshopper Zürich | 30  | 22 | 12 | 6  | 4  | 30     | 16     | +14   |
| 3e    | BSC Young Boys     | 26  | 22 | 7  | 12 | 3  | 37     | 28     | +9    |
| 4e    | FC Aarau           | 25  | 22 | 9  | 7  | 6  | 28     | 24     | +4    |
| 5e    | FC Saint-Gall      | 23  | 22 | 9  | 5  | 8  | 28     | 27     | +1    |
| 6e    | FC Lucerne         | 23  | 22 | 7  | 9  | 6  | 30     | 29     | +1    |
| 7e    | Servette FC        | 23  | 22 | 8  | 7  | 7  | 32     | 31     | +1    |
| 8e    | Lausanne-Sports    | 23  | 22 | 8  | 7  | 7  | 39     | 39     | 0     |
| 9e    | FC Sion            | 22  | 22 | 8  | 6  | 8  | 42     | 36     | +6    |
| 10e   | AC Bellinzone      | 14  | 22 | 3  | 8  | 11 | 25     | 38     | -13   |
| 11e   | FC Bâle            | 13  | 22 | 4  | 5  | 13 | 27     | 55     | -28   |
| 12e   | FC Zurich          | 11  | 22 | 4  | 3  | 15 | 26     | 46     | -20   |

### Tour final
| Place | Club               | Pts | J  | V | N | D | Buts + | Buts - | Diff. | Bonus 1 |
| 1er   | Neuchâtel Xamax    | 32  | 14 | 6 | 4 | 4 | 29     | 19     | +10   | 16      |
| 2e    | Servette FC        | 30  | 14 | 7 | 4 | 3 | 38     | 23     | +15   | 12      |
| 3e    | FC Aarau           | 30  | 14 | 6 | 5 | 3 | 24     | 17     | +7    | 13      |
| 4e    | Grasshopper Zürich | 30  | 14 | 6 | 3 | 5 | 23     | 21     | +2    | 15      |
| 5e    | FC Lucerne         | 27  | 14 | 5 | 5 | 4 | 19     | 19     | 0     | 12      |
| 6e    | FC Saint-Gall      | 23  | 14 | 4 | 3 | 7 | 16     | 25     | -9    | 12      |
| 7e    | Lausanne-Sports    | 23  | 14 | 3 | 5 | 6 | 18     | 30     | -12   | 12      |
| 8e    | BSC Young Boys     | 22  | 14 | 4 | 1 | 9 | 18     | 31     | -13   | 13      |

1 moitié des points du tour préliminaire.

### Qualifications européennes
- Neuchâtel Xamax : premier tour de la Coupe des clubs champions européens
- Servette FC : premier tour de la Coupe UEFA
- FC Aarau : premier tour de la Coupe UEFA

- Grasshopper Zürich : premier tour de la Coupe d'Europe des vainqueurs de coupes, en tant que vainqueur de la Coupe de Suisse

### Tour de promotion/relégation
- Voir championnat de Suisse D2 1987-1988

### Relégations et Promotions
- L'AC Bellinzone et le FC Sion se maintiennent en Ligue nationale A.
- Le FC Bâle et le FC Zurich sont relégués en Ligue nationale B.
- Le FC Wettingen et le FC Lugano sont promus en Ligue nationale A.

## Résultats complets
- Résultats sur RSSSF